# Pangio muraeniformis
Pangio muraeniformis è un piccolo pesce d'acqua dolce, appartenente alla famiglia Cobitidae e a volte confusa con la simile Pangio shelfordi.

## Distribuzione e habitat
Questo pesce è diffuso in Indonesia e nella penisola malese, dove popola acque piuttosto acide protette dalla foresta, molto ricche di vegetazione (anche di foglie in decomposizione cadute dagli alberi).

## Descrizione
Il corpo è lungo e sottile, anguilliforme. La bocca, munita di barbigli, è rivolta verso il basso. Gli occhi sono piccoli. La pinna anale e quella dorsale sono molto arretrate, piccole e arrotondate. La coda è a delta. La livrea, che appare sopra una distesa di minuscole scaglie,  presenta motivi mimetici bruni. 

Raggiunge una lunghezza massima di 4 cm

## Comportamento
P. muraeniformis è un pesce pacifico che vive in gruppi.

## Riproduzione
La femmina gravida si riconosce per il ventre gonfio e sviluppato.

## Acquariofilia
Questa specie non è diffusa in acquario se non nelle vasche degli appassionati.